# Hilmer Anderz
Hilmer A:son Anderz (Hilmer Gustaf Adolf Andersson), född 28 juni 1916 i Göteborgs Haga församling, död 5 november 2000 i Göteborgs Masthuggs församling, var en svensk målare och tecknare.
Han var son till snickaren Hilmer Andersson och Augusta Andersson och från 1943 gift med Kerstin Nilson. Han studerade vid Slöjdföreningens skola i Göteborg och för Nils Nilsson vid Valands målarskola 1937-1942. Han debuterade i en samlingsutställning i Göteborg 1941 och har därefter ställt ut separat ett flertal gånger i Halmstad och Borås. Han medverkade i Nationalmuseums utställning Unga tecknare. Hans konst består av kolteckningar, landskapsmotiv från den bohuslänska kusten, glasmåleri och glasblästring.